# U-125 (1940)
| U-125                                                                                                | U-125 | U-125 |
| --- | --- | --- |
| U 125                                                                                                | | |
| | | |
| Зображення підводного човна U-505, однотипного з U-125                                               | | |
| Верф                                                                                                 | Deutsche Schiff- und Maschinenbau, AG Weser, Бремен | Deutsche Schiff- und Maschinenbau, AG Weser, Бремен |
| Під прапором                                                                                         | Третій Рейх | Третій Рейх |
| Належність                                                                                           | Крігсмаріне | Крігсмаріне |
| Порт приписки                                                                                        | Лор'ян | Лор'ян |
| Замовлення                                                                                           | 7 серпня 1939 | 7 серпня 1939 |
| Закладений                                                                                           | 10 травня 1940 | 10 травня 1940 |
| Спуск на воду                                                                                        | 10 грудня 1940 | 10 грудня 1940 |
| Введений до складу флоту                                                                             | 3 березня 1941 | 3 березня 1941 |
| На службі                                                                                            | 1940—1943 | 1940—1943 |
| Загибель                                                                                             | 6 травня 1943 року затоплений північно-східніше мису Ньюфаундленда у наслідок тарану британського есмінця «Орібі» та обстрілу з корвета «Сноуфлейк»                     | 6 травня 1943 року затоплений північно-східніше мису Ньюфаундленда у наслідок тарану британського есмінця «Орібі» та обстрілу з корвета «Сноуфлейк»                     |
| Сучасний статус                                                                                      | затоплений | затоплений |
| Бойовий досвід                                                                                       | Друга світова війна Битва за Атлантику Кампанія в Карибському морі | Друга світова війна Битва за Атлантику Кампанія в Карибському морі |
| Проєкт                                                                                               | | |
| Тип ПЧ                                                                                               | великий океанський торпедний ДПЧ | великий океанський торпедний ДПЧ |
| Основні характеристики                                                                               | | |
| Швидкість (надводна)                                                                                 | 18,2 вузла (33,7 км/год) | 18,2 вузла (33,7 км/год) |
| Швидкість (підводна)                                                                                 | 7,3 (13,5 км/год) | 7,3 (13,5 км/год) |
| Робоча глибина занурення                                                                             | 100 м | 100 м |
| Гранична глибина занурення                                                                           | 230 м | 230 м |
| Дальність плавання                                                                                   | 64 милі (119 км) на швидкості 4 вузли (7,4 км/год) (у підводному положенні) 13 450 морських миль (24 910 км на швидкості 10 вузлів (19 км/год) (у надводному положенні) | 64 милі (119 км) на швидкості 4 вузли (7,4 км/год) (у підводному положенні) 13 450 морських миль (24 910 км на швидкості 10 вузлів (19 км/год) (у надводному положенні) |
| Екіпаж                                                                                               | 48 офіцерів та матросів | 48 офіцерів та матросів |
| Розміри                                                                                              | | |
| Довжина найбільша (по КВЛ)                                                                           | 76,76 м | 76,76 м |
| Ширина корпусу найб.                                                                                 | 6,76 м | 6,76 м |
| Висота                                                                                               | 9,6 м | 9,6 м |
| Середня осадка (по КВЛ)                                                                              | 4,7 м | 4,7 м |
| Водотоннажність надводна                                                                             | 1120 т | 1120 т |
| Силова установка                                                                                     | | |
| Дизель-електрична: 2 дизельні двигуни MAN M 9 V 40/46 2 електродвигуни Siemens-Schuckert 2 GU 345/34 | | |
| Гвинти                                                                                               | 2 | 2 |
| Потужність                                                                                           | 2 × 2200 к.с. (дизелі) 2 × 740 к.с. (електродвигуни) | 2 × 2200 к.с. (дизелі) 2 × 740 к.с. (електродвигуни) |
| Озброєння                                                                                            | | |
| Артилерія                                                                                            | 1 × 105-мм палубна гармата SK C/32 | 1 × 105-мм палубна гармата SK C/32 |
| Торпедно- мінне озброєння                                                                            | 4 носових і 2 кормових ТА; 22 торпеди або 44 міни TMA чи 66 TMB | 4 носових і 2 кормових ТА; 22 торпеди або 44 міни TMA чи 66 TMB |
| ППО                                                                                                  | 1 × 37-мм зенітна гармата SKC/30 2 (1 × 2) × 20-мм зенітні гармати FlaK 30                                                                                              | 1 × 37-мм зенітна гармата SKC/30 2 (1 × 2) × 20-мм зенітні гармати FlaK 30                                                                                              |

U-125 — німецький великий океанський підводний човен типу IXC, що входив до складу Військово-морських сил Третього Рейху за часів Другої світової війни. Закладений 10 травня 1940 року на верфі Deutsche Schiff- und Maschinenbau, AG Weser у Бремені. Спущений на воду 10 грудня 1940 року, а 3 березня 1941 року корабель увійшов до складу ВМС нацистської Німеччини.

## Історія служби
U-125 належав до серії німецьких підводних човнів типу IXC, великих океанських човнів, призначених діяти на морських комунікаціях противника на далеких відстанях у відкритому океані. Човнів цього типу було випущено 54 одиниці і вони дуже успішно та результативно проявили себе в ході бойових дій в Атлантиці. 3 березня 1941 року U-125 розпочав службу у складі 2-ї навчальної флотилії, а з 1 липня 1941 року — після завершення підготовки — в бойовому складі цієї флотилії ПЧ Крігсмаріне.
З липня 1941 року і до травня 1943 року U-125 здійснив 7 бойових походів в Атлантичний океан, в яких провів 439 днів. Загалом підводний човен потопив 17 суден противника сумарною водотоннажністю 82 873 брутто-регістрових тонни.

## Командири
- Капітан-лейтенант Гюнтер Кунке (3 березня — 15 грудня 1941);
- Капітан-лейтенант Ульріх Фолькерс (15 грудня 1941 — 6 травня 1943).

## Перелік уражених U-125 суден у бойових походах
| №                                                           | Дата            | Командир ПЧ           | Назва             | Тип                | Належність               | Водотоннажність (брт) | Вантаж | Конвой       | Результат та координати                                                | Наслідки атаки для екіпажу     | Прим. |
| ----------------------------------------------------------- | --------------- | --------------------- | ----------------- | ------------------ | ------------------------ | --------------------- | --- | ------------ | ---------------------------------------------------------------------- | ------------------------------ | ----- |
| Третій похід (18.12.1941—23.02.1942, 68 діб; Лор'ян—Лор'ян) |                 |                       |                   |                    |                          |                       | |              |                                                                        |                                |       |
| 1                                                           | 26 січня 1942   | KptLt Ульріх Фолькерс | West Ivis         | суховантажне судно | США                      | 5 666                 | генеральний вантаж                                                                                         |              | потоплено 35°03′ пн. ш. 73°10′ зх. д. / 35.050° пн. ш. 73.167° зх. д.  | 45 (усі загинули)              |       |
| Четвертий похід (4.04—13.06.1942, 71 доба; Лор'ян—Лор'ян)   |                 | KptLt Ульріх Фолькерс |                   |                    |                          |                       | |              |                                                                        |                                |       |
| 2                                                           | 23 квітня 1942  | KptLt Ульріх Фолькерс | Lammot Du Pont    | суховантажне судно | США                      | 5 102                 | 6812 тонн льону                                                                                            |              | потоплено 27°10′ пн. ш. 57°10′ зх. д. / 27.167° пн. ш. 57.167° зх. д.  | 54 (19 загинули та 35 вижили)  |       |
| 3                                                           | 3 травня 1942   | KptLt Ульріх Фолькерс | San Rafael        | суховантажне судно | Домініканська Республіка | 1 973                 | |              | потоплено 18°36′ пн. ш. 79°12′ зх. д. / 18.600° пн. ш. 79.200° зх. д.  | 38 (1 загиблий та 37 вижили)   |       |
| 4                                                           | 4 травня 1942   | KptLt Ульріх Фолькерс | Tuscaloosa City   | суховантажне судно | США                      | 5 687                 | 7916 тонн генеральних вантажів, включаючи марганцеву руду, каучук, джут і шелак                            |              | потоплено 18°25′ пн. ш. 81°31′ зх. д. / 18.417° пн. ш. 81.517° зх. д.  | 34 (усі вижили)                |       |
| 5                                                           | 6 травня 1942   | KptLt Ульріх Фолькерс | Green Island      | суховантажне судно | США                      | 1 946                 | 2704 тонни генеральних вантажів                                                                            |              | потоплено 18°25′ пн. ш. 81°30′ зх. д. / 18.417° пн. ш. 81.500° зх. д.  | 22 (усі вижили)                |       |
| 6                                                           | 6 травня 1942   | KptLt Ульріх Фолькерс | Empire Buffalo    | суховантажне судно | Велика Британія          | 6 404                 | баласт |              | потоплено 19°14′ пн. ш. 82°34′ зх. д. / 19.233° пн. ш. 82.567° зх. д.  | 42 (13 загинуло та 29 вижили)  |       |
| 7                                                           | 9 травня 1942   | KptLt Ульріх Фолькерс | Calgarolite       | танкер             | Канада                   | 11 941                | баласт |              | потоплений 19°24′ пн. ш. 82°30′ зх. д. / 19.400° пн. ш. 82.500° зх. д. | 45 (усі вижили)                |       |
| 8                                                           | 14 травня 1942  | KptLt Ульріх Фолькерс | Comayagua         | суховантажне судно | Гондурас                 | 2 493                 | баласт |              | потоплено 19°00′ пн. ш. 81°37′ зх. д. / 19.000° пн. ш. 81.617° зх. д.  | 42 (7 загиблих та 35 вижили)   |       |
| 9                                                           | 18 травня 1942  | KptLt Ульріх Фолькерс | Mercury Sun       | танкер             | США                      | 8 893                 | 93 607 барелів флотського мазуту                                                                           |              | потоплений 20°01′ пн. ш. 84°26′ зх. д. / 20.017° пн. ш. 84.433° зх. д. | 35 (6 загиблих та 29 вижили)   |       |
| 10                                                          | 18 травня 1942  | KptLt Ульріх Фолькерс | William J. Salman | суховантажне судно | США                      | 2 616                 | 2730 тонн будівельного матеріалу                                                                           |              | потоплено 20°08′ пн. ш. 83°46′ зх. д. / 20.133° пн. ш. 83.767° зх. д.  | 28 (6 загиблих та 22 вижили)   |       |
| П'ятий похід (27.07—6.11.1942, 103 доби; Лор'ян—Лор'ян)     |                 | KptLt Ульріх Фолькерс |                   |                    |                          |                       | |              |                                                                        |                                |       |
| 11                                                          | 1 вересня 1942  | KptLt Ульріх Фолькерс | Ilorin            | суховантажне судно | Велика Британія          | 815                   | баласт |              | потоплено 5°00′ пн. ш. 01°00′ зх. д. / 5.000° пн. ш. 1.000° зх. д.     | 37 (33 загиблих та 4 вцілілих) |       |
| 12                                                          | 23 вересня 1942 | KptLt Ульріх Фолькерс | Bruyère           | суховантажне судно | Велика Британія          | 5 335                 | 6729 тонн продуктів харчування та генеральних вантажів, у тому числі паковане м'ясо, шкури, бавовна та рис |              | потоплено 4°55′ пн. ш. 17°16′ зх. д. / 4.917° пн. ш. 17.267° зх. д.    | 51 (усі вижили)                |       |
| 13                                                          | 29 вересня 1942 | KptLt Ульріх Фолькерс | Baron Ogilvy      | суховантажне судно | Велика Британія          | 3 391                 | 5150 тонн залізної руди                                                                                    |              | потоплено 2°30′ пн. ш. 14°30′ зх. д. / 2.500° пн. ш. 14.500° зх. д.    | 40 (8 загиблих та 32 вижили)   |       |
| 14                                                          | 30 вересня 1942 | KptLt Ульріх Фолькерс | Empire Avocet     | суховантажне судно | Велика Британія          | 6 015                 | 3724 тонни замороженого м'яса та 1225 тонн генеральних вантажів                                            |              | потоплено 4°05′ пн. ш. 13°23′ зх. д. / 4.083° пн. ш. 13.383° зх. д.    | 51 (2 загиблих та 49 вижили)   |       |
| 15                                                          | 30 вересня 1942 | KptLt Ульріх Фолькерс | Kumsang           | пасажирське судно  | Велика Британія          | 5 447                 | 7000 тонн генеральних вантажів                                                                             |              | потоплено 4°07′ пн. ш. 13°40′ зх. д. / 4.117° пн. ш. 13.667° зх. д.    | 114 (4 загиблих та 110 вижили) |       |
| 16                                                          | 8 жовтня 1942   | KptLt Ульріх Фолькерс | Glendene          | суховантажне судно | Велика Британія          | 4 412                 | 6900 тонн генеральних вантажів                                                                             |              | потоплено 4°29′ пн. ш. 17°41′ зх. д. / 4.483° пн. ш. 17.683° зх. д.    | 43 (5 загиблих та 38 вижили)   |       |
| Сьомий похід (13.04—6.05.1943, 24 доби; Лор'ян—загибель)    |                 | KptLt Ульріх Фолькерс |                   |                    |                          |                       | |              |                                                                        |                                |       |
| 17                                                          | 4 травня 1943   | KptLt Ульріх Фолькерс | Lorient           | суховантажне судно | Велика Британія          | 4 737                 | баласт | Конвой ONS 5 | потоплено 54°04′ пн. ш. 44°18′ зх. д. / 54.067° пн. ш. 44.300° зх. д.  | 46 (усі загинули)              |       |